# Nati nel 1921/Novembre
| Questa pagina contiene informazioni ricavate automaticamente dalle voci biografiche con l'ausilio del template Bio e di un bot. L'aggiornamento è periodico e automatico e ricostruisce completamente la pagina. Se manca una persona in questa lista, sei pregato di non aggiungerla, ma accertati piuttosto che la sua voce biografica contenga il template Bio e che i dati anagrafici siano correttamente compilati. Se il template Bio manca, inseriscilo tu stesso o, in alternativa, metti l'avviso {{tmp\|Bio}} che ne segnala la mancanza. Se i dati riportati sono sbagliati, correggi direttamente la voce biografica; le modifiche saranno visibili in questa lista entro pochi giorni. Per chiarimenti vedi il progetto biografie. La lista contiene solo le 179 persone che sono citate nell'enciclopedia e per le quali è stato implementato correttamente il template Bio. Pagina aggiornata al 18 ago 2025. |

- 1º novembre - Ilse Aichinger, scrittrice austriaca († 2016)
- 1º novembre - Antonio Bodrero, poeta e politico italiano († 1999)
- 1º novembre - Norman Dodgin, allenatore di calcio e calciatore inglese († 2000)
- 1º novembre - Ida Fink, scrittrice polacca († 2011)
- 1º novembre - André Grillon, allenatore di calcio e calciatore francese († 2003)
- 1º novembre - Harald Quandt, imprenditore e aviatore tedesco († 1967)
- 1º novembre - Mario Rigoni Stern, militare e scrittore italiano († 2008)
- 2 novembre - David Consunji, imprenditore e politico filippino († 2017)
- 2 novembre - Sally Gilmour, ballerina britannica († 2004)
- 2 novembre - Søren Kam, militare danese († 2015)
- 2 novembre - Kurt Lauterbach, allenatore di pallacanestro e dirigente sportivo tedesco († 2010)
- 2 novembre - Wanda Półtawska, psichiatra, scrittrice e attivista polacca († 2023)
- 2 novembre - Carlo Re Dionigi, calciatore italiano
- 3 novembre - Charles Bronson, attore statunitense († 2003)
- 3 novembre - Alison Burton, tennista australiana († 2014)
- 3 novembre - Oreste Carpi, pittore italiano († 2008)
- 3 novembre - Gianni Di Benedetto, attore italiano († 2014)
- 3 novembre - Franco Mancini, filologo e bibliotecario italiano († 2008)
- 3 novembre - Václav Morávek, calciatore cecoslovacco († 2001)
- 3 novembre - Domenico Porzio, giornalista, critico letterario e critico d'arte italiano († 1990)
- 4 novembre - Jay Anson, scrittore statunitense († 1980)
- 4 novembre - Angelo Gotti, operaio e partigiano italiano († 1944)
- 4 novembre - Ermanno Nogler, sciatore alpino e allenatore di sci alpino italiano († 2000)
- 4 novembre - Valdemar Rautio, triplista finlandese († 1973)
- 4 novembre - Gene Rock, cestista statunitense († 2002)
- 4 novembre - Antonio Ruiz Soler, ballerino, coreografo e attore spagnolo († 1996)
- 4 novembre - Karl Wolfgang Scheiber, politico, poeta e giornalista austriaco († 2012)
- 5 novembre - Kurt Adolff, pilota automobilistico tedesco († 2012)
- 5 novembre - Georges Cziffra, pianista ungherese († 1994)
- 5 novembre - Fawzia d'Egitto, regina egiziana († 2013)
- 5 novembre - Carmelo Santalco, politico italiano († 2005)
- 5 novembre - Antonio Tatò, politico, sindacalista e editore italiano († 1992)
- 6 novembre - Viscardo Azzi, militare italiano († 2011)
- 6 novembre - James Jones, scrittore statunitense († 1977)
- 6 novembre - Rinaldo Martino, calciatore argentino († 2000)
- 7 novembre - Driss Debbagh, ambasciatore marocchino († 1986)
- 7 novembre - Angelo Franzosi, allenatore di calcio e calciatore italiano († 2010)
- 7 novembre - Dino Perego, pedagogista italiano († 1984)
- 7 novembre - Lello Scorzelli, scultore italiano († 1997)
- 8 novembre - Jerome Hines, basso statunitense († 2003)
- 8 novembre - William Jordan, calciatore inglese († 2016)
- 8 novembre - Walter Mirisch, produttore cinematografico statunitense († 2023)
- 8 novembre - Gastone Renzelli, attore italiano († 1990)
- 8 novembre - Gene Saks, regista e attore statunitense († 2015)
- 8 novembre - Lenni Viitala, lottatore finlandese († 1966)
- 9 novembre - Pierette Alarie, soprano canadese († 2011)
- 9 novembre - Umberto Baldini, storico dell'arte italiano († 2006)
- 9 novembre - Viktor Čukarin, ginnasta sovietico († 1984)
- 9 novembre - Stan Drake, fumettista statunitense († 1997)
- 9 novembre - Horst Faber, pattinatore artistico su ghiaccio tedesco († 2022)
- 9 novembre - Thomas O. Paine, ingegnere statunitense († 1992)
- 10 novembre - Luigi Sagrati, violista italiano († 2008)
- 10 novembre - Pierino Sam, scultore e pittore italiano († 2010)
- 10 novembre - Raymond Wagner, calciatore lussemburghese († 1997)
- 10 novembre - John William Yolton, storico della filosofia statunitense († 2005)
- 11 novembre - Renato Assante, militare italiano († 1944)
- 11 novembre - Bruno Banducci, giocatore di football americano italiano († 1985)
- 11 novembre - Arnaldo Battistoni, incisore e pittore italiano († 1990)
- 11 novembre - Terrel Bell, politico statunitense († 1996)
- 11 novembre - Giovanni Beretta, calciatore e allenatore di calcio italiano
- 11 novembre - Alessandra Codazzi, politica, sindacalista e partigiana italiana († 2010)
- 11 novembre - Ron Greenwood, calciatore e allenatore di calcio inglese († 2006)
- 11 novembre - Manoel Raymundo Pais de Almeida, imprenditore, dirigente sportivo e allenatore di calcio brasiliano († 2014)
- 11 novembre - Milorad Pavić, allenatore di calcio jugoslavo († 2005)
- 11 novembre - Raoul Righi, arbitro di calcio italiano († 2013)
- 11 novembre - Jean-Claude Samuel, calciatore francese († 2015)
- 11 novembre - Martino Scovacricchi, politico italiano († 2005)
- 12 novembre - Antonia Campi, designer italiana († 2019)
- 12 novembre - Yves Gras, generale e storico francese († 2006)
- 12 novembre - Lars Gyllensten, scrittore svedese († 2006)
- 13 novembre - Armando Leone, partigiano italiano († 1944)
- 13 novembre - Giannantonio Prinetti Castelletti, militare e partigiano italiano († 1944)
- 14 novembre - Luigi Arnone, politico italiano († 2020)
- 14 novembre - Wally Borrevik, cestista e allenatore di pallacanestro statunitense († 1988)
- 14 novembre - Dick Farney, cantante, showman e pianista brasiliano († 1987)
- 14 novembre - Mario Galizia, giurista e costituzionalista italiano († 2013)
- 14 novembre - Brian Keith, attore statunitense († 1997)
- 14 novembre - Dominique Nguyễn Văn Lãng, vescovo cattolico vietnamita († 1988)
- 14 novembre - Artemio Strazzi, politico italiano († 2013)
- 15 novembre - Gino Amisano, imprenditore e dirigente sportivo italiano († 2009)
- 15 novembre - Tommaso Biamonte, politico e partigiano italiano († 2010)
- 15 novembre - Aldo Giannotti, calciatore italiano
- 15 novembre - Francesco Grosso, calciatore italiano († 2006)
- 15 novembre - Nodar Jorjik'ia, cestista sovietico († 2008)
- 15 novembre - Otmar Mäder, vescovo cattolico svizzero († 2003)
- 15 novembre - Thorleif Olsen, calciatore norvegese († 1996)
- 15 novembre - Beppe Ottolenghi, partigiano italiano († 1943)
- 15 novembre - Augusto Pola, militare italiano († 1941)
- 15 novembre - Ernesto Vidal, calciatore uruguaiano († 1974)
- 16 novembre - Franco Bandini, giornalista italiano († 2004)
- 16 novembre - Edmondo Fabbri, allenatore di calcio e calciatore italiano († 1995)
- 16 novembre - Nilo Faldon, presbitero e scrittore italiano († 2016)
- 16 novembre - Yeshwant Ghadge, militare indiano († 1944)
- 16 novembre - Ermanno Marchionna, matematico italiano († 1993)
- 16 novembre - Kevin O'Donovan, cestista irlandese († 1992)
- 16 novembre - Klavdija Točënova, pesista sovietica († 2004)
- 16 novembre - Ben Weisman, compositore statunitense († 2007)
- 16 novembre - Giuseppe Zagarrio, poeta e critico letterario italiano († 1994)
- 17 novembre - Albert Bertelsen, pittore danese († 2019)
- 17 novembre - Silverio Blasi, regista, attore e sceneggiatore italiano († 1995)
- 17 novembre - Olivier Clément, teologo francese († 2009)
- 17 novembre - Serafino Conti, calciatore italiano
- 17 novembre - Mirella Schott Sbisà, pittrice, ceramista e incisore italiana († 2015)
- 18 novembre - Emilio Agazzi, filosofo italiano († 1991)
- 18 novembre - Óscar Cabral, pallanuotista portoghese
- 18 novembre - Giovanni Comotti, calciatore italiano
- 18 novembre - Fouad el-Kheir, cestista e allenatore di pallacanestro egiziano († 2003)
- 18 novembre - Almerina Ipsevich, economista italiana († 2003)
- 18 novembre - George Nagobads, medico lettone († 2023)
- 18 novembre - Daniele Paris, musicista italiano († 1989)
- 18 novembre - Gioacchino Stevan, religioso italiano († 1949)
- 19 novembre - Géza Anda, pianista ungherese († 1976)
- 19 novembre - Michel Bonnevie, cestista francese († 2018)
- 19 novembre - Renato Bruscaglia, incisore italiano († 1999)
- 19 novembre - Roy Campanella, giocatore di baseball statunitense († 1993)
- 19 novembre - Luigi Silori, scrittore, critico letterario e conduttore televisivo italiano († 1983)
- 19 novembre - Henri de Turenne, giornalista e sceneggiatore francese († 2016)
- 20 novembre - Tonino Delli Colli, direttore della fotografia italiano († 2005)
- 20 novembre - Dan Frazer, attore statunitense († 2011)
- 20 novembre - Jim Garrison, avvocato statunitense († 1992)
- 20 novembre - Francesco Lamberti, allenatore di calcio e calciatore italiano († 2012)
- 20 novembre - Edith Lechtape, attrice e fotografa tedesca († 2001)
- 20 novembre - Johnny Sebastian, cestista statunitense († 2003)
- 20 novembre - Sher Bahadur Thapa, militare nepalese († 1944)
- 21 novembre - Franco Berlanda, partigiano, architetto e urbanista italiano († 2019)
- 21 novembre - Vivian Blaine, attrice e cantante statunitense († 1995)
- 21 novembre - Antonio Nonis, allenatore di calcio e calciatore italiano († 2008)
- 21 novembre - Eli Riva, scultore italiano († 2007)
- 21 novembre - Aldo Tozzetti, politico e sindacalista italiano († 1997)
- 21 novembre - Annie Vernay, attrice francese († 1941)
- 22 novembre - Luisella Beghi, attrice italiana († 2006)
- 22 novembre - Rodney Dangerfield, comico, attore e doppiatore statunitense († 2004)
- 22 novembre - Giuseppe Delfino, schermidore italiano († 1999)
- 22 novembre - Davide Liani, compositore e musicista italiano († 2005)
- 22 novembre - Elvio Matè, allenatore di calcio, dirigente sportivo e calciatore italiano († 1995)
- 22 novembre - Rudolf Reutlinger, avvocato e politico svizzero († 2004)
- 22 novembre - Jacques Ruffié, ematologo, genetista e antropologo francese († 2004)
- 23 novembre - Fred Buscaglione, cantautore, polistrumentista e attore italiano († 1960)
- 23 novembre - Franco Fumagalli, politico e dirigente d'azienda italiano († 2024)
- 23 novembre - Otomar Krejča, attore teatrale e regista teatrale ceco († 2009)
- 23 novembre - Earl Shannon, cestista statunitense († 2002)
- 23 novembre - Sándor Szűcs, calciatore ungherese († 1951)
- 23 novembre - Mamie Till, educatrice e attivista statunitense († 2003)
- 24 novembre - Robert Banks, chimico statunitense († 1989)
- 24 novembre - Michele Guainazzi, calciatore italiano
- 24 novembre - John Lindsay, politico e avvocato statunitense († 2000)
- 24 novembre - Antonio Zidarich, calciatore italiano († 1980)
- 25 novembre - Giotto Ciardi, carabiniere italiano († 1995)
- 25 novembre - Stanley Ho, imprenditore cinese († 2020)
- 25 novembre - János Pilinszky, poeta ungherese († 1981)
- 25 novembre - Achille Millo, attore, drammaturgo e regista teatrale italiano († 2006)
- 25 novembre - Basundhara del Nepal, principe nepalese († 1977)
- 26 novembre - Henry Beckman, attore canadese († 2008)
- 26 novembre - Alex Close, ciclista su strada e ciclocrossista belga († 2008)
- 26 novembre - Tom Felleghy, attore ungherese († 2005)
- 26 novembre - Albert Féraud, scultore francese († 2008)
- 26 novembre - Gertrud Fridh, attrice svedese († 1984)
- 26 novembre - Françoise Gilot, pittrice francese († 2023)
- 26 novembre - Imre Kovács, calciatore e allenatore di calcio ungherese († 1996)
- 26 novembre - Verghese Kurien, ingegnere e imprenditore indiano († 2012)
- 26 novembre - Ettore Zini, calciatore e dirigente sportivo italiano († 1999)
- 27 novembre - Alexander Dubček, politico cecoslovacco († 1992)
- 27 novembre - Charles H. Gray, attore statunitense († 2008)
- 27 novembre - John Hannah, militare e aviatore scozzese († 1947)
- 27 novembre - Dennis Nineham, teologo britannico († 2016)
- 27 novembre - Vladimir Ladislas Tarasevitch, vescovo cattolico bielorusso († 1986)
- 27 novembre - Alberto Zolim Filho, calciatore brasiliano († 2001)
- 28 novembre - Olav Hagen, fondista norvegese († 2013)
- 28 novembre - Erminia Romano, direttrice d'orchestra e pianista italiana († 1987)
- 28 novembre - Ivanoe Sacchetti, calciatore italiano († 1985)
- 29 novembre - William Alston, filosofo statunitense († 2009)
- 29 novembre - France Balantič, poeta sloveno († 1943)
- 29 novembre - Giulio Bresci, ciclista su strada italiano († 1998)
- 29 novembre - Sándor Gőcze, calciatore ungherese († 1995)
- 29 novembre - Vincenzo Rizzo, partigiano italiano († 1948)
- 29 novembre - Christine de Rivoyre, scrittrice e giornalista francese († 2019)
- 30 novembre - Bram Appel, calciatore e allenatore di calcio olandese († 1997)
- 30 novembre - Alberto González, calciatore paraguaiano († 2003)
- 30 novembre - Eugene Walter, attore e scrittore statunitense († 1998)